# 熊野神社 (四街道市内黒田)
熊野神社（くまのじんじゃ）は、千葉県四街道市内黒田にある神社である。旧社格は村社。

## 祭神
- 伊弉諾命
- 伊弉冉命
- 事解男命
- 大己貴命
- 大山祇命
- 素盞鳴命

## 由緒
- 社伝によれば、南北朝時代の1376年（永和2年/天授2年）と伝えられる。
- 旧臼井荘領主・桓武平氏流千葉一族臼井氏所縁

## 文化財
- 市指定無形民俗文化財[1]
  - 内黒田はだか参り（内黒田はだか参り保存会）

## 所在地
- 千葉県四街道市内黒田629